# Second Verdict
Second Verdict is een zesdelige BBC-televisieserie uit 1976, met gedramatiseerde documentaires waarin klassieke strafzaken en onopgeloste misdaden uit de geschiedenis  opnieuw werden beoordeeld door fictieve politiefunctionarissen.
In Second Verdict waren Stratford Johns en Frank Windsor voor een laatste keer samen met hun dubbele optreden als Detective Chief Superintendents Barlow en Watt, populair bij tv-kijkers van de langlopende series Z-Cars, Softly, Softly en Barlow at Large.
Second Verdict was gebaseerd op de formule van de BBC-serie Jack the Ripper uit 1973, waarin een gedramatiseerde documentaire werd gemaakt samen met een discussie tussen de twee politiemannen.
Hoewel dit de laatste keer zou zijn dat Barlow en Watt samen op Britse tv te zien waren, kwam de figuur van Watt nog eenmaal terug in de laatste aflevering van Z-Cars in september 1978.

## Afleveringen
- "The Lindbergh Kidnapping"
- "Who Killed the Princes in the Tower?"
- "The French Bluebeard"
- "Murder on the 10.27"
- "Lizzie Borden"
- "Who Burned the Reichstag?"